# Instytut Geografii i Gospodarki Przestrzennej Uniwersytetu Jagiellońskiego
Instytut Geografii i Gospodarki Przestrzennej Uniwersytetu Jagiellońskiego (IGiGP UJ) – jeden z dwóch instytutów Wydziału Geografii i Geologii Uniwersytetu Jagiellońskiego.
Jego początki sięgają roku 1849, kiedy to w Krakowie powołano pierwszą na ziemiach polskich katedrę geografii nowożytnej pod kierownictwem  Wincentego Pola. Od 2005 instytut działa na terenie nowego kampusu przy ul. Gronostajowej 7. Wcześniej (od 1920) mieścił się w dawnym arsenale królewskim przy ul. Grodzkiej 64, a częściowo także w gmachu Collegium Broscianum przy ul. Grodzkiej 52 (Zakład Geografii Ludności, Osadnictwa i Rolnictwa).
W IGiGP UJ wydawane są czasopisma naukowe "Prace Geograficzne" (kwartalnik) oraz "Peregrinus Cracoviensis" (rocznik).

## Kierunki studiów
W instytucie prowadzone są studia na następujących kierunkach (2019/2020):
- Studia pierwszego stopnia:
  - Geografia i gospodarka przestrzenna
  - Earth Science in Changing World (po angielsku)
- Studia drugiego stopnia:
  - Geografia
  - e-gospodarka przestrzenna
- Studia trzeciego stopnia (doktoranckie):
  - Geografia społeczno-ekonomiczna i gospodarka przestrzenna w ramach Szkoły Doktorskiej Nauk Społecznych
  - Nauki o Ziemi i Środowisku w ramach Szkoły Doktorskiej Nauk Ścisłych i Przyrodniczych
- Studia podyplomowe:
  - rewitalizacja miast - organizacje i finansowanie
  - systemy informacji geograficznej UNIGIS

## Władze IGiGP UJ[5]
- Dyrektor: dr hab. Anita Bokwa, prof. UJ
- Zastępca Dyrektora ds. Studenckich: dr Piotr Trzepacz

## Struktura

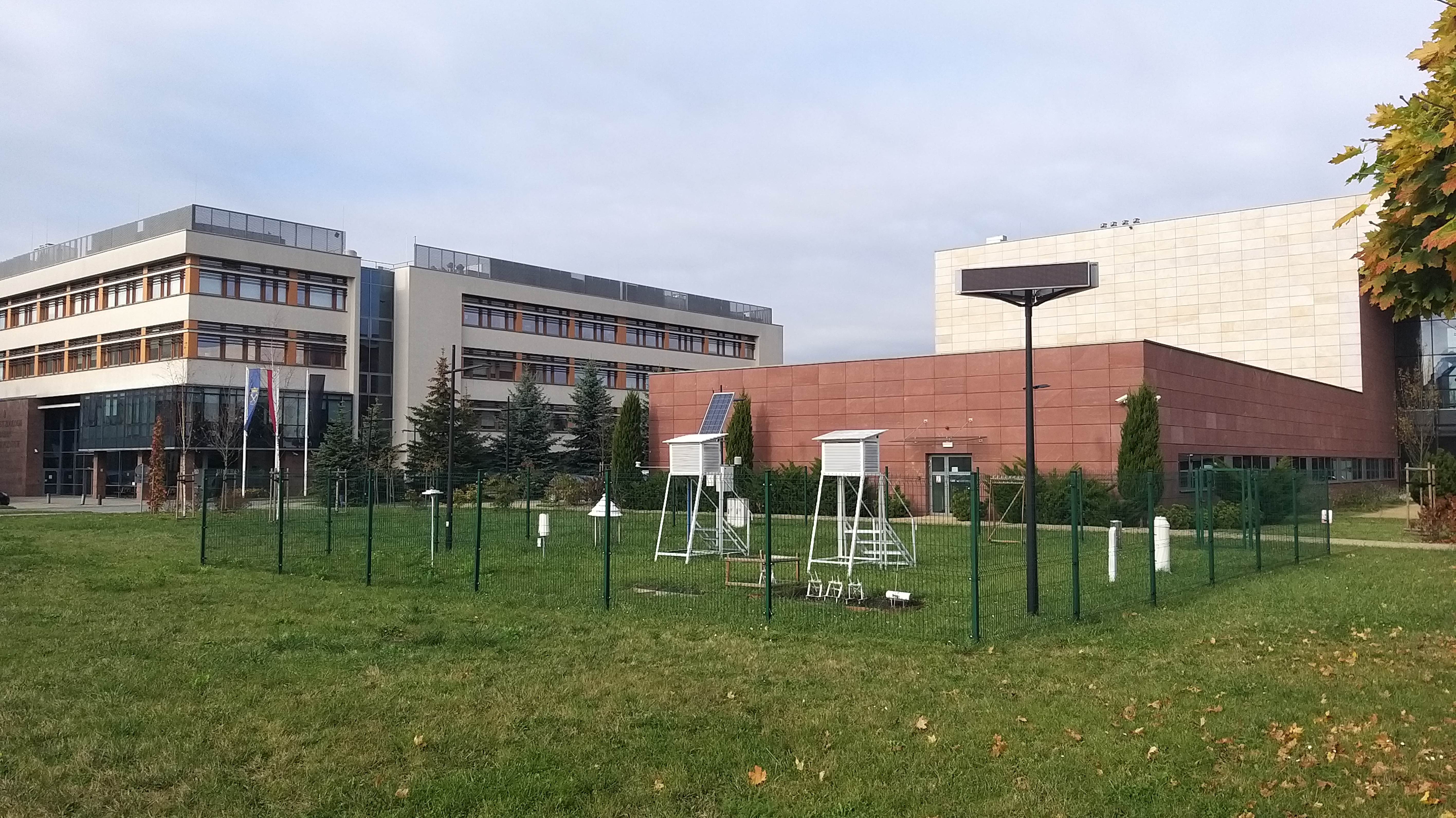
Ogródek meteorologiczny na terenie kampusu prowadzony przez Zakład Klimatologii IGiGP UJ

W instytucie działają następujące zakłady, pracownie i zespoły badawcze (2020):
- Zakład Geografii Fizycznej
- Zakład Geografii Ludności, Osadnictwa i Rolnictwa
- Zakład Geomorfologii
- Zakład Gleboznawstwa i Geografii Gleb
- Zakład Gospodarki Turystycznej i Uzdrowiskowej
- Zakład Hydrologii
- Zakład Klimatologii
- Zakład Rozwoju Regionalnego
- Zakład Systemów Informacji Geograficznej, Kartografii i Teledetekcji
- Zespół Geografii Religii
- Pracownia Wydawnicza
- Zbiory kartograficzne
- Laboratorium Hydrologiczno-Chemiczne
- Zespół obserwacji Ziemi i modelowania zmian systemów lądowych

## Stacje naukowo-badawcze
Instytut Geografii i Gospodarki Przestrzennej Uniwersytetu Jagiellońskiego prowadzi 3 stacje naukowo-badawcze:
- Stacja Naukowa IGiGP UJ w Łazach,
- Stacja Naukowa IGiGP UJ w Gaiku-Brzezowej,
- Stacja Naukowa Zakładu Klimatologii "Ogród Botaniczny" w Krakowie.

## Adres
Instytut Geografii i Gospodarki Przestrzennej Uniwersytetu Jagiellońskiego
ul. Gronostajowa 7
30-387 Kraków
Strona www: www.geo.uj.edu.pl

## Geografowie
Z instytutem związani byli jako pracownicy lub absolwenci następujący geografowie:
- Eugeniusz Romer (1871–1954)
- Stanisław Srokowski (1872–1950)
- Walerian Łoziński (1880–1944)
- Jerzy Smoleński (1881–1940)
- Stanisław Korbel (1882–1956)
- Ludomir Sawicki (1884–1928)
- Stanisława Niemcówna (1891–1961)
- Walenty Winid (1894–1945)
- Maria Dobrowolska (1895–1984)
- Rodion Mochnacki (1898–1981)
- Wiktor Rudolf (Nussbaum) Ormicki (1898–1941)
- Maria Irena Ormicka (1900–1984)
- Bogdan Zaborski (1901–1985)
- Stanisław Leszczycki (1907–1996)
- Mieczysław Klimaszewski (1908–1995)
- Józef Szaflarski (1908–1989)
- Antoni Wrzosek (1908–1983)
- Władysław Milata (1911–1954)
- Jan Flis (1912–1993)
- Karol Bromek (1915–2002)
- Wojciech Walczak (1916–1984)
- Zdzisław Czeppe (1917–1991)
- Tadeusz Wilgat (1917–2005)
- Jadwiga Warszyńska (1925–2011)
- Irena de Dynowska-Balcer (1929–1995)
- Mieczysław Hess (1931–1993)
- Alicja Tlałka (1937–2002)
- Kazimierz Trafas (1939–2004)
- Wojciech Widacki (1943–2006)
- Jerzy Groch (1948–2000)
- Wojciech Chełmicki (1952–2011)